# پاریس گیبسون
پاریس گیبسون (به انگلیسی: Paris Gibson) سناتور سابق عضو حزب دموکرات ایالات متحده آمریکا بود. وی در سال ۱۹۰۱ تا ۱۹۰۵ میلادی سناتور ایالت مونتانا در سنای ایالات متحده آمریکا بود.